# داد كلارك (لاعب كرة قاعدة)
داد كلارك (بالإنجليزية: Dad Clark)‏ هو لاعب كرة قاعدة أمريكي، ولد في 16 يوليو 1873 في سان فرانسيسكو في الولايات المتحدة، وتوفي في 26 يوليو 1956 في أوغوستا في الولايات المتحدة.

## وصلات خارجية
- داد كلارك (لاعب كرة قاعدة) على موقعبيزبول رفرنس.كوم (الدوري الرئيسي) (الإنجليزية)
- داد كلارك (لاعب كرة قاعدة) على موقعبيزبول رفرنس.كوم (الدوري الثانوي) (الإنجليزية)